# Jussiape
Jussiape är en kommun i Brasilien.   Den ligger i delstaten Bahia, i den östra delen av landet, 700 km öster om huvudstaden Brasília. Antalet invånare är 7 972.
Omgivningarna runt Jussiape är huvudsakligen savann. Runt Jussiape är det ganska glesbefolkat, med 22 invånare per kvadratkilometer.